# 1271
1271 (MCCLXXI) var ett normalår som började en torsdag i den julianska kalendern.

## Händelser

### September
- 1 september – Sedan påvestolen har stått tom i nästan tre år väljs Teobaldo Visconti till påve och tar namnet Gregorius X.

### Okänt datum
- Marco Polo reser till Östasien.
- Petrus de Dacia blir lektor vid dominikanerklostret i Skänninge.

## Födda
- Václav II, kung av Böhmen 1278–1305, som Waclaw I kung av Polen 1300–1305.
- Elisabet av Portugal, portugisiskt helgon.

## Avlidna
- 5 januari – Isabella av Aragonien, drottning av Frankrike sedan 1262, gift med Filip III
- Maria av Tjernigov, rysk krönikör, furstendömet Rostovs regent.